# 陳鳳墀
陳鳳墀（?—?），福建省福州府侯官縣人，清朝政治人物、進士出身。
光緒九年（1883年），参加癸未科殿試，登進士二甲102名。同年五月，著交吏部掣签分发各省，以知县即用。